# Biblioteka Papieskiego Wydziału Teologicznego we Wrocławiu
Biblioteka PWT we Wrocławiu – główna biblioteka Papieskiego Wydziału Teologicznego we Wrocławiu.

## Siedziba
W latach 1947–2020 siedzibą biblioteki był gmach Metropolitalnego Seminarium Duchownego we Wrocławiu. Obecną jest budynek Biblioteki Archidiecezjalnej przy pl. Katedralnym 5a we Wrocławiu. Ze względu na historyczny charakter Ostrowa Tumskiego nowy gmach, wybudowany w latach 2012–2016, miał odwzorować zewnętrzną bryłę XVIII-wiecznego alumnatu, który stał przed wojną w tym miejscu. Wnętrze dostosowano jednak do nowej funkcji budynku, tj. pomieszczenia obszernych zbiorów trzech wrocławskich instytucji: Biblioteki PWT, Biblioteki Kapitulnej oraz Archiwum Archidiecezji Wrocławskiej.

## Charakterystyka
Biblioteka PWT jest biblioteką akademicką kościelnej szkoły wyższej. Ze względu na profil uczelni zbiera publikacje z niemal wszystkich dziedzin wiedzy ze szczególnym uwzględnieniem teologii, religioznawstwa, filozofii, historii, psychologii i pedagogiki. Wraz z przedstawieniem przez rektora o. Włodzimierza Wołyńca pragnienia, by biblioteka stała się „nowoczesnym miejscem pracy naukowej i szeroko rozumianym centrum kultury i dialogu”, rozpoczęto pracę nad udostępnieniem księgozbioru osobom spoza środowiska akademickiego Wrocławia.

## Historia
W 1947 roku powołano do życia Bibliotekę Arcybiskupiego Seminarium Duchownego i zaczęto kompletować odpowiedni księgozbiór. 15 tysięcy tomów udało się wydobyć z ruin gmachu Collegium Georgianum przy pl. Katedralnym 14, gdzie od tej pory miała być także siedziba biblioteki. Podjęto starania o przejęcie księgozbioru Wydziału Teologicznego Uniwersytetu Wrocławskiego, na którego reaktywacje po wojnie nie zgodziły się ówczesne władze państwowe. Niestety większość albo uległa spaleniu w czasie pożaru Biblioteki Uniwersyteckiej w 1945 roku, albo została wcielona przez główny oddział tej instytucji. Nie udało się odzyskać księgozbioru Collegium Albertinum (dawny alumnat przy ul. Przybyszewskiego), który został albo zniszczony w 1947 roku przez wojska radzieckie albo rozszabrowany. Wielką pomoc okazały parafie diecezji wrocławskich oraz księża repatrianci, którzy przekazywali bibliotece w darze swoje książki. W czasie rządów ks. Kazimierza Lagosza, podjęto decyzję o przekazaniu na makulaturę „poniemieckich” woluminów, jednak dzięki interwencji ks. Wincentego Urbana, większość zbiorów udało się ocalić.
Od roku 1958 rozpoczęto pracę nad porządkowaniem i katalogowaniem zbioru, którą podejmowali alumni-bibliotekarze pod kierownictwem kleryka Jerzego Marszałkowicza, w późniejszych latach te funkcje pełnili także Jan Choroszy, Marian Matuła i Stanisław Pawlaczek. W 1961 roku istniały już katalogi kartkowe – alfabetyczny i systematyczny – utworzono dużą czytelnię ze zbiorem podręcznym, oraz wydzielono z magazynu głównego czasopisma, stare druki, ascetykę, kazania, podręczniki, nuty i beletrystykę.
22 lutego 1968 roku Watykańska Kongregacja ds. Seminariów i Uniwersytetów przekazała Akademickiemu Studium Teologicznemu we Wrocławiu przywileje przedwojennego Wydziału Teologicznego Uniwersytetu Wrocławskiego nadając mu miano „papieskiego”. Niemniej władze państwowe uznały istnienie uczelni dopiero w 1989 roku, wtedy też przemianowano Bibliotekę Arcybiskupiego Seminarium Duchownego na Bibliotekę Główną Papieskiego Wydziału Teologicznego i Metropolitalnego Wyższego Seminarium Duchownego.
Pod koniec lat 70. władze archidiecezji na czele z ks. kard. Henrykiem Gulbinowiczem i ówczesny rektor ks. prof. Józef Majka rozpoczęli starania o wybudowanie nowej siedziby biblioteki przy ul. Św. Idziego. Niestety trudności ekonomiczne uniemożliwiły dokończenie budowy. Dopiero w 2012 roku powrócono do realizacji planów, jednak nie tam, gdzie planowano wcześniej, lecz przy pl. Katedralnym 5a, na miejscu dawnego alumnatu. Po ośmiu latach udało się ukończyć pracę, przenieść zbiory i oficjalnie otworzyć bibliotekę dla czytelników w październiku 2020 roku. Zewnętrznym wyrazem nowej sytuacji była ponowna zmiana nazwy biblioteki na Biblioteka Papieskiego Wydziału Teologicznego we Wrocławiu.

## Komputeryzacja
Pracę nad komputeryzacją procesów opracowania i udostępniania zbiorów rozpoczęły się w 1991 roku z inicjatywy ówczesnego dyrektora ks. dra Tadeusza Fitycha. Temat ten podjęto na Ogólnopolskiej Konferencji nt. Komputeryzacji Bibliotek Kościelnych w Warszawie w tym samym roku zorganizowanej przez ks. Krzysztofa Goneta, dyrektora Biblioteki WMSD w Warszawie. W jej wyniku powstała Federacja Bibliotek Kościelnych „Fides”, której członkiem założycielem jest m.in. Biblioteka PWT. Kolejnym etapem komputeryzacji stało się uruchomienie własnej strony www w marcu 1998 roku i umożliwienie dostępu online do baz katalogowych i bibliograficznych w maju następnego roku.

## Członkostwo
Biblioteka PWT jest członkiem założycielem Konsorcjum Dolnośląskiej Biblioteki Cyfrowej oraz Federacji Bibliotek Kościelnych „Fides”, w jej ramach prowadzona jest wymiana baz danych, tworzony jest centralny katalog, a także organizuje się szkolenia i konferencje dla pracowników zrzeszonych instytucji.

## Dyrektorzy
| Dyrektorzy                | Okres urzędowania |
| ------------------------- | ----------------- |
| ks. Antoni Młotek         | 1968–1970         |
| ks. Stanisław Pawlaczek   | 1970–1972         |
| ks. Kazimierz Wojtoń      | 1972–1988         |
| ks. Tadeusz Fitych        | 1988–1993         |
| ks. Andrzej Siemieniewski | 1993–1995         |
| ks. Jerzy Witczak         | od 1995           |